# Montrouziera gabriellae
Montrouziera gabriellae är en tvåhjärtbladig växtart som beskrevs av Henri Ernest Baillon. Montrouziera gabriellae ingår i släktet Montrouziera och familjen Clusiaceae. Inga underarter finns listade i Catalogue of Life.